# Bernard Pratviel
Bernard Pratviel (né le 9 mars 1945 à Toulouse, où il est mort le 2 avril 2010,) est un journaliste sportif et un romancier français.
Il a été récompensé par la médaille du Sénat.
Ses archives qui recouvrent de nombreux sports ont été rachetées par le Catalogue collectif de France en 2007 et 2008.